# Muur van de Belastingpachters
De Muur van de Belastingpachters (Mur des Fermiers généraux) was een stadsomwalling in Parijs, die in tegenstelling tot zijn voorgangers niet zozeer opgericht was uit defensieve doeleinden, maar om octrooi te kunnen heffen op goederen die de stad in- en uitgingen. De muur is gebouwd tussen 1785 en 1788, en in 1860 gesloopt. Vandaag de dag is het verloop van de 24 km lange muur nog terug te vinden in het tracé van de metrolijnen 2 en 6.

## Geschiedenis

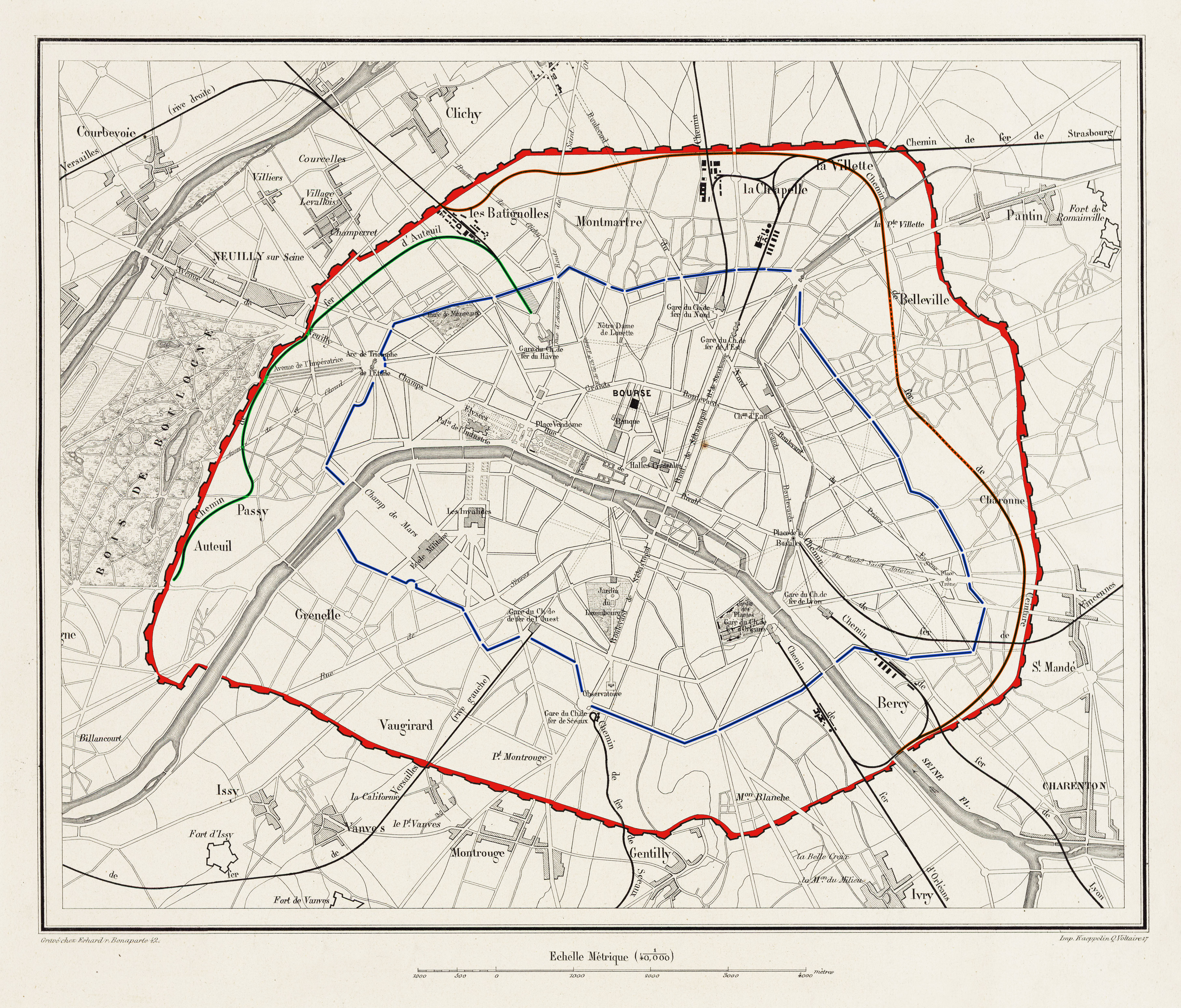
Parijs in het jaar 1859. De muur is blauw weergegeven. De rode lijn is de Stadsomwalling van Thiers.

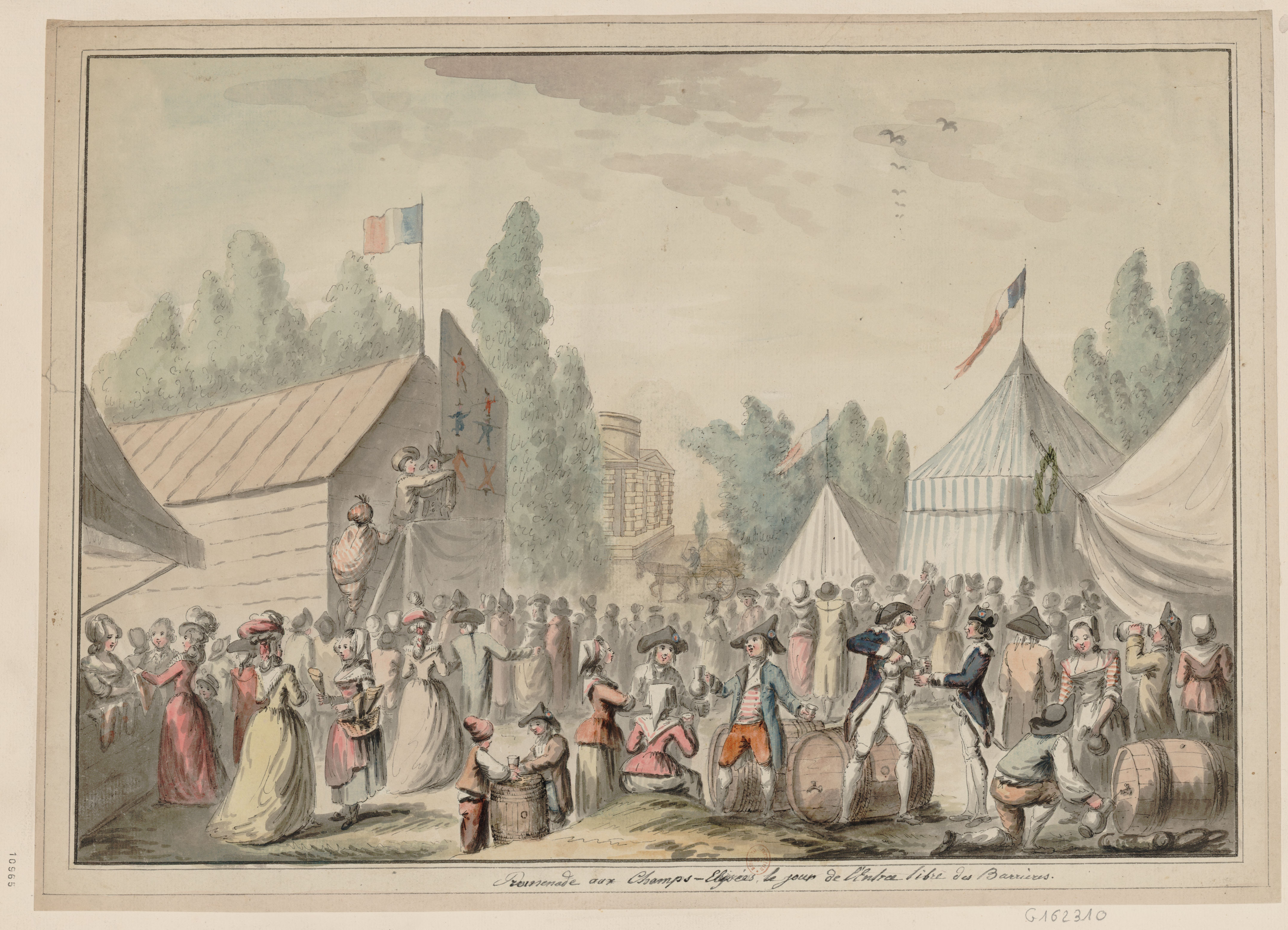
Feest op 1 mei 1791 vanwege de afschaffing van het octrooi (Étienne Béricourt, ca. 1791)

Onder het ancien régime was een gedeelte van de belastinginning uitbesteed aan een collectief van uitbaters, de Ferme générale. Deze stelden in 1782 aan koning Lodewijk XVI voor de stad Parijs af te sluiten met een nieuwe stadsmuur met daarin een aantal doorgangen waar goederen die voor de consumptie der Parijzenaars bestemd waren konden worden doorgelaten nadat daar een accijns over was betaald. De koning zag dat project wel zitten en tussen 1784 en 1790 werd de muur ook daadwerkelijk gebouwd. De muur, en het gebruik ervan, was een erg impopulaire aangelegenheid (een rijmpje uit die dagen luidde dan ook "Le mur, murant Paris, rend Paris murmurant", "De muur die Parijs ommuurt, maakt Parijs mopperend"). Het gemopper culmineerde in juli 1789 in de grootschalige vernieling van octrooipoorten, een bepalende actie uit de beginfase van de Franse Revolutie. De accijnsheffing werd kort na de revolutie, op 20 januari 1791, afgeschaft, maar het bleek een te verleidelijke bron van inkomsten, en in 1798 werd deze weer ingesteld, nu geïnd door de staat. Napoleon I perfectioneerde de belastingheffing, en deze bleef ook na zijn ondergang bestaan. In 1860 deed baron Haussmann een stadsuitbreiding naar wat nagenoeg de huidige stadsgrenzen zijn, waardoor de muur zijn functie verloor. Haussmann liet de muur slopen, en legde grote boulevards aan op de plek waar deze stond. De accijns ("octroi") bleef nog wel bestaan; deze is uiteindelijk pas onder het Vichy-regime afgeschaft, in 1943.

## De muur

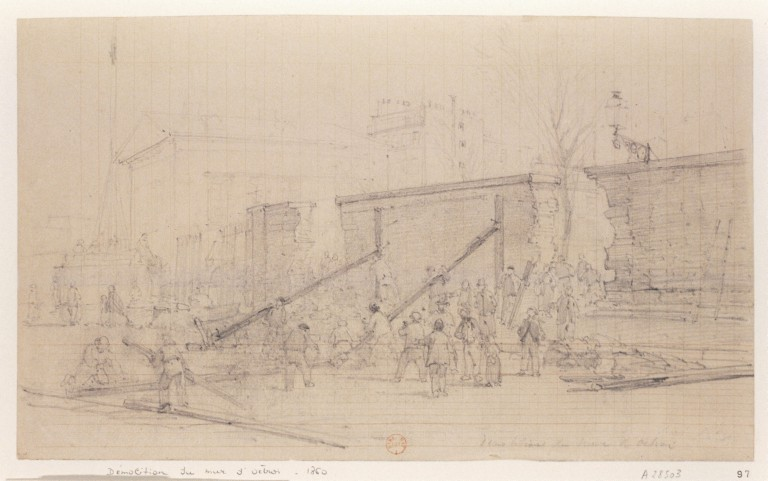
Sloop van de muur in 1860

De muur was een gemetselde stenen muur van zo'n 3m24 hoog, onderbroken door de Seine. Ter hoogte van het park Monceau was de muur vervangen door een diepe gracht. Het door de muur omsloten gebied mat zo'n 3370 hectare (met de annexatie van het dorpje Austerlitz, nu de wijk Quartier de la Gare, in 1819 3402 ha). De muur omvatte een gebied dat ruwweg de eerste elf arrondissementen bevat; toen de muur gebouwd werd was de bebouwde kom van Parijs een gebied dat ongeveer de huidige eerste zes arrondissementen omvat, ongeveer 1103 hectare.

### Tracé
De muur was bij de bouw 7 leugas (ongeveer 24 km) lang, en had 55 doorgangen die barrières genoemd werden. In het Parijse stratenpatroon is deze nog te herkennen
- linkeroever, van oost naar west: boulevard Vincent-Auriol, boulevard Auguste-Blanqui, boulevard Saint-Jacques, boulevard Raspail, boulevard Edgar-Quinet, boulevard du Montparnasse, boulevard Pasteur, boulevard Garibaldi, boulevard de Grenelle ;
- rechteroever, van west naar oost: rue de l'Alboni, rue Benjamin-Franklin, avenue d'Iéna, avenue Kléber, rue La Pérouse, rue de Presbourg, rue de Tilsitt, avenue de Wagram, boulevard de Courcelles, boulevard des Batignolles, boulevard de Clichy, boulevard de Rochechouart, boulevard de la Chapelle, boulevard de la Villette, boulevard de Belleville, boulevard de Ménilmontant, boulevard de Charonne, boulevard de Picpus, boulevard de Reuilly, boulevard de Bercy.

### De barrières
Op de 55 doorgangen werden accijnshuizen, "propyléeën" gebouwd. De architect van deze was Claude Nicolas Ledoux, die deze in een neoklassieke stijl liet bouwen. De meeste van deze doorgangen zijn gesloopt, maar er zijn er vier gespaard gebleven:
- de rotonde van het parc Monceau, de voormalige barrière de Chartres;
- de Rotonde de la Villette, de voormalige barrière Saint-Martin, op de place de la Bataille-de-Stalingrad;
- de barrière du Trône, bij de place de la Nation;
- de barrière d'Enfer, ("barrière van de Hel") op de place Denfert-Rochereau.

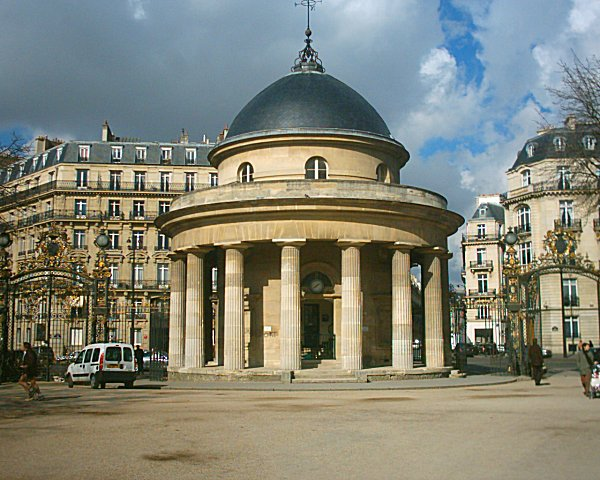
Barrière de Chartres
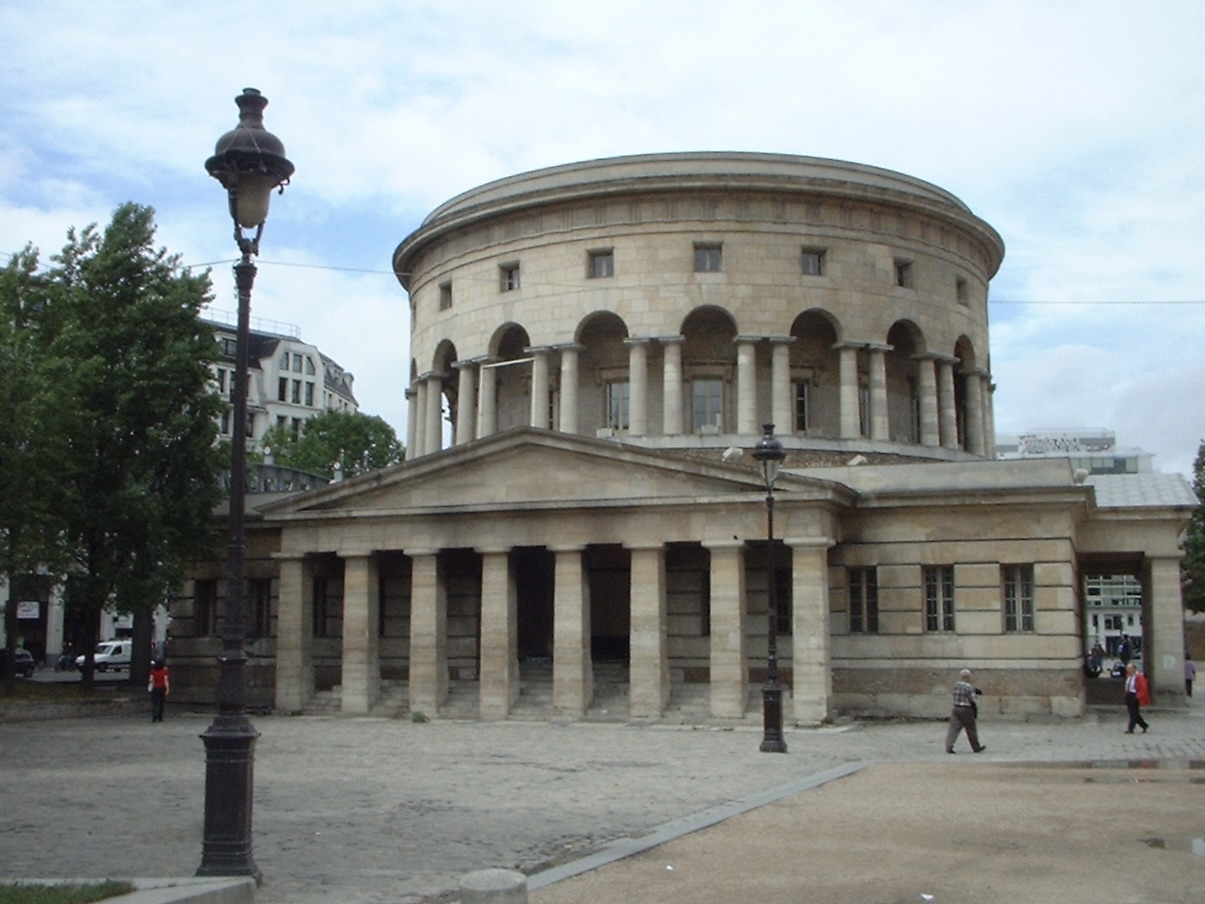
Rotonde de la Villette
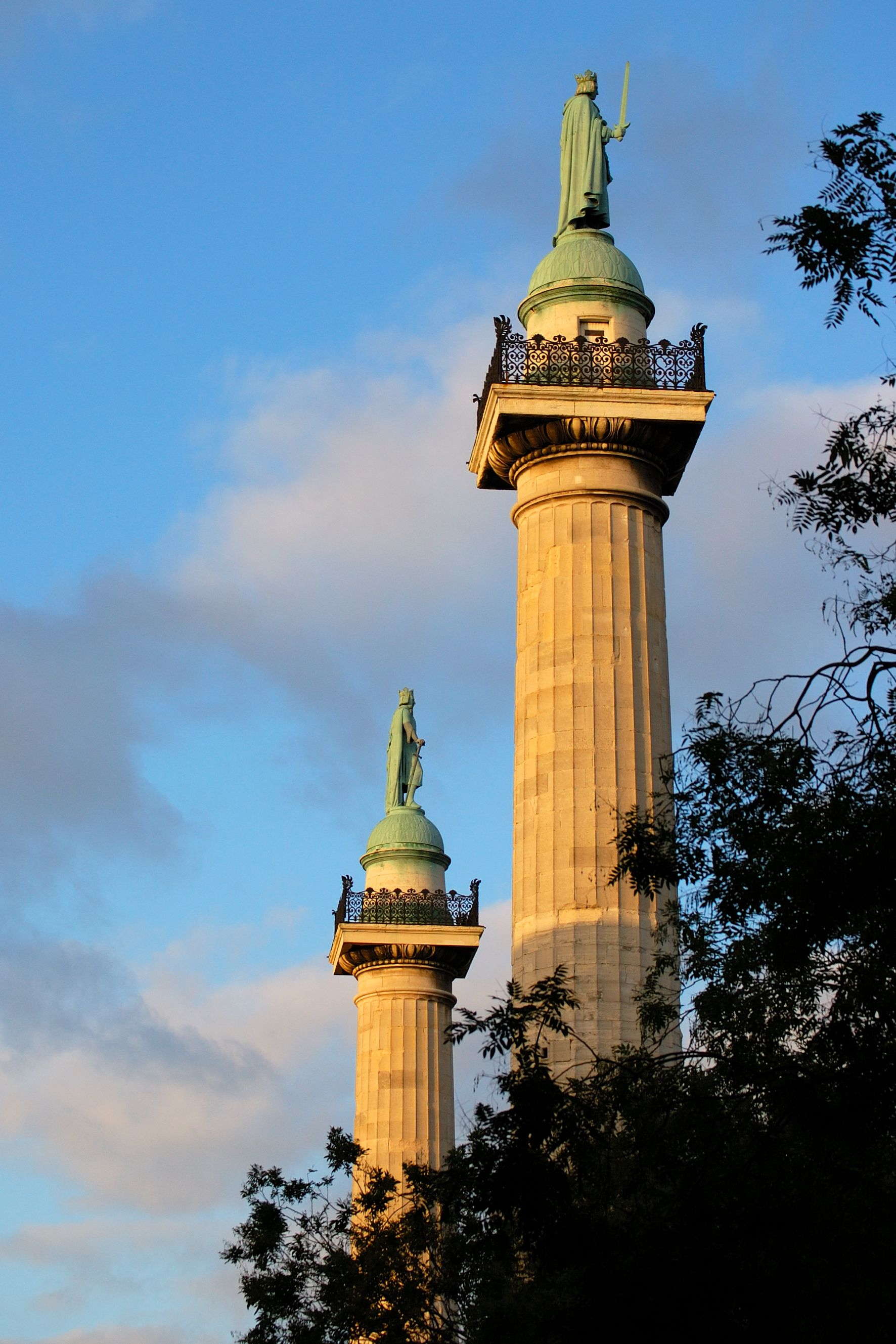
De twee kolommen van de barrière du Trône
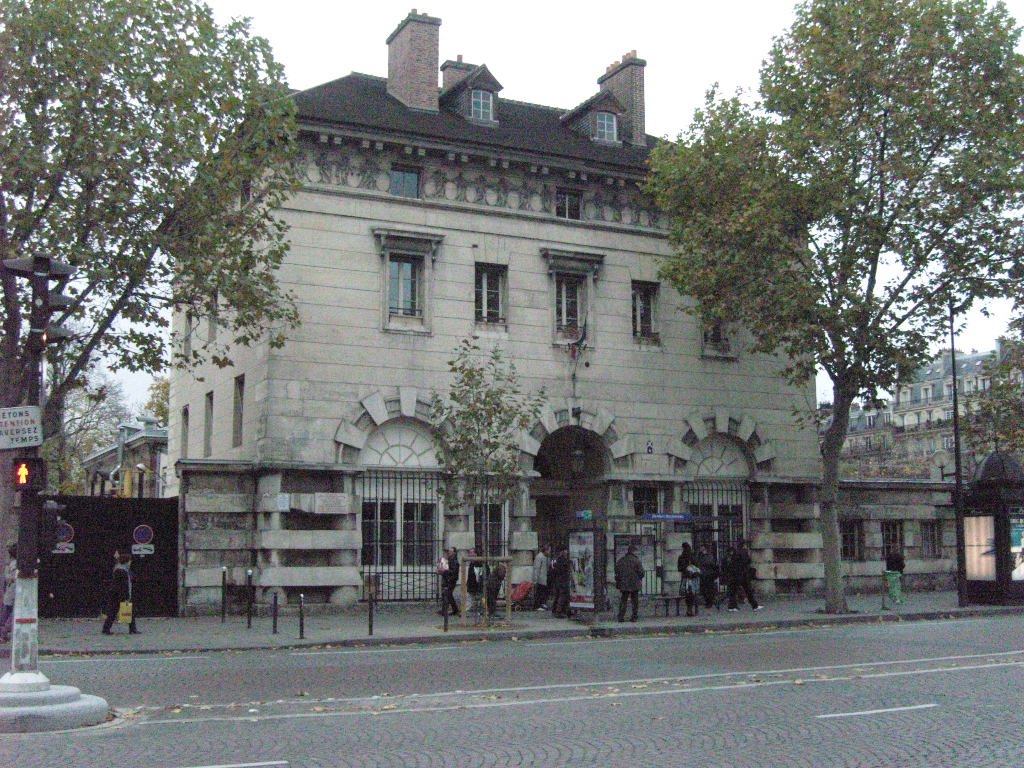
Een van de twee paviljoens van de barrière d'Enfer

## Voetnoten
1. ↑  Momcilo Markovic, La Révolution aux barrières: l'incendie des barrières de l'octroi à Paris en juillet 1789, in: Annales historiques de la Révolution française, 2013, nr. 2, p. 27-48